# Autoduel
Autoduel — выпущенная в 1985 году компьютерная ролевая игра. Издателем выступила компания Origin Systems. В 1985 году игра была выпущена для платформ Atari 400, Atari 800 (и других 8-битных компьютеров Atari с ОС «Transformer»), Commodore 64, Apple II, Apple Macintosh и DOS. В 1987 году она была выпущена на Atari ST, а в 1988 году на Amiga. Игра была основана на серии настольных игр Car Wars, включавшей книгу правил GURPS Autoduel.

## Описание
Действие Autoduel происходит в будущем в северо-восточной части США. В мире игры автомобили представляют собой основное средство защиты и выживания, а шоссе являются опасными участками земли, на которых процветают банды и самозванные вершители правосудия, использующие транспортные средства, оснащённые оружием. Персонаж игрока вступает в действие без автомобиля, однако вскоре получает его; он должен собрать определённую сумму денег, чтобы создать свою собственную машину.
Используя автомобиль, игрок может выполнять курьерские миссии между различными городами атлантического побережья США. Чтобы заработать денег, игрок также может участвовать в соревнованиях на Арене, либо выехать на шоссе и сразиться с другими машинами (после боя можно подобрать их запасные части).
В игре присутствует сюжетная линия, связанная с выполнением важных курьерских заданий (например, доставки доказательств по уголовному делу через опасные пространства между городами).
Основной отличительной особенностью игры являются бои с использованием модифицированных автомобилей. Конструктор автомобилей позволяет к различным кузовам и шасси набор блоков: генераторы питания, огнестрельное оружие, миноукладчики, дымовые завесы и ракеты и т. д.
В игре используется вид сверху. Игровой мир делится на две отличающиеся области: арена (а также шоссе) и город. Шоссе и арены используют прокручивающийся экран, что делает доступным управление автомобилем, а город представлен одним экраном, на котором имеются магазины и иные доступные для посещения места.
Autoduel больше не продаётся производителем, однако ввиду того, что срок действия авторских прав ещё не истёк, Steve Jackson Games требует, чтобы сайты, распространяющие «заброшенное» программное обеспечение, убрали игру из открытого доступа.

## Восприятие
Обозреватель журнала Computer Gaming World дал игре позитивную оценку, отметив, что «Игровой дизайн чист, графика великолепна, ошибки отсутствуют»; была отмечена также значительная сложность игры и длительный период освоения; обозреватель советовал использовать копирование игрового диска для того, чтобы не было необходимости пользоваться внутриигровой функцией сохранения (использование которой требовало значительных сумм внутриигровых денег).
Обозреватели журнала Dragon отмечали, что игра «соединяет дух фильмов о „Безумном Максе“ с действием, характерным для фэнтезийных ролевых игр серии Ultima».